# Kettes szánkó a 2010. évi téli olimpiai játékokon
A 2010. évi téli olimpiai játékokon a szánkó kettes versenyszámát február 17-én rendezték Whistlerben. Az aranyérmet az osztrák Andreas Linger–Wolfgang Linger-páros nyerte. A versenyszámban nem vettek részt magyar versenyzők.

## Eredmények
A verseny két futamból állt. A két futam időeredményének összessége határozta meg a végső sorrendet. Az időeredmények másodpercben értendők.
| Helyezés | Csapat                                                            | 1. futam | 2. futam | Összesítés |
| -------- | ----------------------------------------------------------------- | -------- | -------- | ---------- |
| Arany    | Ausztria (AUT)-1 · Andreas Linger · Wolfgang Linger               | 41,332   | 41,373   | 1:22,705   |
| Ezüst    | Lettország (LAT)-1 · Andris Šics · Juris Šics                     | 41,420   | 41,549   | 1:22,969   |
| Bronz    | Németország (GER)-2 · Patric Leitner · Alexander Resch            | 41,566   | 41,474   | 1:23,040   |
| 4.       | Olaszország (ITA)-1 · Christian Oberstolz · Patrick Gruber        | 41,527   | 41,585   | 1:23,112   |
| 5.       | Németország (GER)-1 · André Florschütz · Torsten Wustlich         | 41,545   | 41,645   | 1:23,190   |
| 6.       | Egyesült Államok (USA)-1 · Christian Niccum · Dan Joye            | 41,602   | 41,689   | 1:23,291   |
| 7.       | Kanada (CAN)-1 · Chris Moffat · Mike Moffat                       | 41,675   | 41,723   | 1:23,398   |
| 8.       | Ausztria (AUT)-2 · Markus Schiegl · Tobias Schiegl                | 41,727   | 41,801   | 1:23,528   |
| 9.       | Olaszország (ITA)-2 · Oswald Haselrieder · Gerhard Plankensteiner | 41,789   | 41,860   | 1:23,649   |
| 10.      | Oroszország (RUS)-1 · Vlagyiszlav Juzsakov · Vlagyimir Mahnutyin  | 41,798   | 41,948   | 1:23,746   |
| 11.      | Szlovákia (SVK) · Ján Harniš · Branislav Regec                    | 42,018   | 41,924   | 1:23,942   |
| 12.      | Lettország (LAT)-2 · Oskars Gudramovičs · Pēteris Kalniņš         | 41,982   | 42,013   | 1:23,995   |
| 13.      | Egyesült Államok (USA)-2 · Mark Grimmette · Brian Martin          | 41,821   | 42,184   | 1:24,005   |
| 14.      | Oroszország (RUS)-2 · Mihail Kuzmics · Sztanyiszlav Mihejev       | 42,174   | 41,981   | 1:24,155   |
| 15.      | Kanada (CAN)-2 · Justin Snith · Tristan Walker                    | 42,100   | 42,120   | 1:24,220   |
| 16.      | Ukrajna (UKR)-1 · Andrij Kisz · Jurij Hajduk                      | 42,219   | 42,136   | 1:24,355   |
| 17.      | Románia (ROU)-1 · Cosmin Chetroiu · Ionuț Țăran                   | 42,360   | 42,271   | 1:24,631   |
| 18.      | Csehország (CZE) · Luboš Jíra · Matěj Kvíčala                     | 42,204   | 42,459   | 1:24,663   |
| 19.      | Ukrajna (UKR)-2 · Tarasz Szenkiv · Roman Zaharkiv                 | 42,767   | 42,595   | 1:25,362   |
| 20.      | Románia (ROU)-2 · Paul Ifrim · Andrei Anghel                      | 43,007   | 42,466   | 1:25,473   |